# Paula Patricio
Ana Paula da Silva Patricio Gomes (Lissabon, 20 januari 1958) is een Portugees-Nederlands presentatrice. Na een studie Frans begon Paula Patricio als actrice.

## Biografie
Patricio was voor het eerst op de Nederlandse televisie te zien in een gastrol als Esther van Dam in de destijds zeer populaire Nederlandse comedyserie Zeg 'ns Aaa. Hierna werd ze omroepster bij de VARA. Ook presenteerde ze diverse programma's voor de VARA, zoals het TV-Werkjournaal en VARA's Belastingshow. In 1990 presenteerde ze het Nationaal Songfestival.
In 1993 verliet Paula Patricio de VARA. Ze presenteerde een cursus Portugees voor Teleac, werkte bij de KRO en presenteerde in 1997 het programma Showbizz Nieuws op RTL 5. 
Paula Patricio presenteerde in het tv-seizoen 1999/2000 voor de KRO de filmquiz Voor een briefkaart op de eerste rang. Samen met haar toenmalige vriend Henk Temming schreef ze een aantal songteksten, onder meer voor De Kast, Paul de Leeuw, René Froger en Kinderen voor Kinderen. In 2009 schreef ze enkele nummers voor het album Chords of Life van Jan Keizer.
In 2000 presenteerde Paula Patricio voor het laatst een programma voor de publieke omroep. Tegenwoordig geeft ze onder andere presentatiecursussen.